# أغرون
بلدية أغرون أو الغُرُوم (بالإسبانية: Agrón) هي بلدية تقع في مقاطعة غرناطة التابعة لمنطقة أندلوسيا جنوب إسبانيا.

## الديموغرافيا
بلغ عدد سكان بلدية أغرون 330 نسمة عام 2011 (وفقاً للمعهد الوطني الإسباني للإحصاء).
| 440 | 415 | 354 | 301 | 374 | 358 | 330 |